# نبرد لودفورد بریج
نبرد لودفورد بریج (انگلیسی: Battle of Ludford Bridge) یک مبارزه با حداقل تلفات و خونریزی از سری جنگ‌های مشهور به جنگ رزها می‌باشد که در سال‌های اولیه شعله‌ور شدن این درگیری‌ها صورت گرفت، تاریخ وقوع این نبرد ۱۲ اکتبر سال ۱۴۵۹ می‌باشد که منجر به شکست یورک‌ها گردید، اگر چه این پیروزی و موفقیت برای لنکسترها مهم قلمداد می‌گردید اما باعث شد تا آنها برای مدت ۶ ماه در خواب این پیروزی بمانند و از وقایع بعدی دور باشند.